# Lijst van monarchieën
Dit is een lijst van monarchieën in de wereld.

## Actuele monarchieën

### Erfelijk
| Land                | Titel       | Opmerkingen |
| ------------------- | ----------- | --- |
| Bahrein             | koning      | Zie ook Koning van Bahrein |
| België              | koning      | Zie ook Belgische monarchie |
| Bhutan              | druk gyalpo | Zie ook Wangchukdynastie |
| Brunei              | sultan      | Zie ook de lijst van sultans van Brunei |
| Cambodja            | koning      | Zie ook Koningen van Cambodja |
| Denemarken          | koning      | Inclusief de afhankelijke gebieden Groenland en de Faeröer. Zie ook de lijst van koningen van Denemarken Voor de erfelijke lijn, zie de Stamboom van Margrethe II van Denemarken |
| Japan               | tenno       | Zie ook Keizer van Japan |
| Jordanië            | koning      | Zie ook Jordaanse monarchie |
| Koeweit             | emir        | |
| Lesotho             | koning      | Zie ook de lijst van koningen en premiers van Lesotho |
| Liechtenstein       | prins       | Zie ook de lijst van vorsten van Liechtenstein |
| Luxemburg           | groothertog | Zie ook de lijst van heersers van Luxemburg |
| Marokko             | koning      | Zie ook de lijst van heersers van Marokko |
| Monaco              | prins       | Zie ook de lijst van heersers van Monaco |
| Nederland           | koning      | Nederland en de drie afhankelijke landen Aruba, Curaçao en Sint Maarten. Zie ook het artikel over de monarchie in Nederland |
| Noorwegen           | koning      | Inclusief de afhankelijke gebieden Bouvet, Jan Mayen en Spitsbergen. Zie ook de lijst van koningen van Noorwegen |
| Oman                | sultan      | Zie ook de lijst van heersers van Oman |
| Qatar               | emir        | Zie ook de lijst van emirs van Qatar |
| Samoa               | chief       | Traditionele titel is "o le Ao o le Malo" |
| Saoedi-Arabië       | koning      | Zie ook de lijst van koningen van Saoedi-Arabië |
| Spanje              | koning      | Zie ook de lijst van koningen van Spanje |
| Swaziland           | koning      | Zie ook de lijst van koningen van Swaziland |
| Thailand            | koning      | Zie ook de lijst van koningen van Thailand |
| Tonga               | koning      | Zie ook de lijst van koningen van Tonga |
| Verenigd Koninkrijk | koning      | Inclusief de Britse overzeese gebieden Anguilla, Bermuda, de Britse Maagdeneilanden, het Brits Indische Oceaanterritorium, de Falklandeilanden, Gibraltar, de Kaaimaneilanden, Montserrat, de Pitcairneilanden, Sint-Helena, Ascension en Tristan da Cunha, de Turks- en Caicoseilanden en Zuid-Georgia en de Zuidelijke Sandwicheilanden. De Britse monarch is tevens staatshoofd van Guernsey, Jersey en Man, die tezamen het Brits Kroonbezit vormen. Daarnaast is de Britse monarch staatshoofd van 15 landen die deel uitmaken van het Gemenebest van Naties, waaronder Australië, Canada en Nieuw-Zeeland. |
| Wallis en Futuna    | koning      | Frans overzees gebiedsdeel dat drie koninkrijken omvat |
| Zweden              | koning      | Zie ook de lijst van koningen van Zweden |

### Gemenebest van Naties
Het Gemenebest van Naties is een verbond van staten, waarvan de meeste leden vroeger deel uitmaakten van het Britse Rijk.  Echter niet alle landen die behoorden tot het Britse Rijk behoren tot het Gemenebest van Naties en er zijn ook leden die nooit een band hadden met het Rijk, zoals Mozambique en Rwanda. De monarch van het Verenigd Koninkrijk is het hoofd van het Gemenebest van Naties. De landen die lid zijn kunnen monarchieën zijn met de Britse monarch als staatshoofd, of monarchieën met een andere monarch, of republieken. De 16 landen die de Britse monarch als staatshoofd hebben worden de commonwealth realms genoemd. Het betreft:
 Antigua en Barbuda,  Australië,  Bahama's,  Belize,  Canada,  Grenada,  Jamaica,  Nieuw-Zeeland,  Papoea-Nieuw-Guinea,  Saint Kitts en Nevis,  Saint Lucia,  Saint Vincent en de Grenadines,  Salomonseilanden,  Verenigd Koninkrijk en  Tuvalu.
Het Gemenebest van Naties bestaat naast bovengenoemde landen uit:
 Bangladesh,  Botswana,  Brunei,  Cyprus,  Dominica,  Ghana,  Guyana,  India,  Kameroen,  Kenia,  Kiribati,  Lesotho,  Malawi,  Malediven,  Maleisië,  Malta,  Mauritius,  Mozambique,  Namibië,  Nauru,  Nigeria,  Oeganda,  Pakistan,  Rwanda,  Samoa,  Seychellen,  Sierra Leone,  Singapore,  Sri Lanka,  Swaziland,  Tanzania,  Tonga,  Trinidad en Tobago,  Vanuatu,  Zambia en  Zuid-Afrika.

### Niet-erfelijk
| Land         | Titel                 | Opmerkingen |
| ------------ | --------------------- | --- |
| Andorra      | co-vorst              | Andorra is geen monarchie maar een diarchie en heeft dus twee vorsten. Dit zijn de bisschop van La Seu d'Urgell en de president van Frankrijk. Dit maakt de Franse president tot enige persoon die gekozen staatshoofd is van twee landen. |
| Maleisië     | Yang di-Pertuan Agong | De koningen van Maleisië worden gekozen voor termijnen van vijf jaren uit de negen sultans van de staten van het Maleisische schiereiland.                                                                                                 |
| Tibet        | dalai lama            | Volgens de religie komt de dalai lama na zijn dood terug en wordt opgespoord door Tibetaanse monniken. Zodra hij achttien is, wordt hij staatshoofd van Tibet.                                                                             |
| Vaticaanstad | paus                  | Dit is niet alleen de oudste Europese monarchie, maar bovendien de oudste met een soort democratie: het conclaaf. |

## Voormalige monarchieën
Onderstaande lijst is niet compleet.
| Land                                     | Titel monarch                      | Periode                       | Opmerkingen |
| ---------------------------------------- | ---------------------------------- | ----------------------------- | --- |
| Emiraat Afghanistan                      | emir                               | 1823 - 1919                   | Overgegaan naar koninkrijk. |
| Koninkrijk Afghanistan                   | koning                             | 1919 - 1973                   | Monarchie afgeschaft na een communistische staatsgreep. |
| Vorstendom Albanië                       | vorst                              | 1914 - 1925                   | Albanië werd in 1914 een soeverein vorstendom onder prins Wilhelm zu Wied (Vidi in het Albanees). Hoewel Wilhelm al in datzelfde jaar aftrad, werd het land pas in 1925 officieel een republiek. |
| Koninkrijk Albanië                       | koning                             | 1928 - 1939/1945              | Albanië werd in 1939 bezet door Italië. Victor Emanuel III van Italië werd koning, maar trad in 1943 af als staatshoofd van Albanië. De monarchie werd definitief afgeschaft na de Tweede Wereldoorlog. |
| Hertogdom Anhalt                         | hertog                             | 1212 - 1918                   | Monarchie afgeschaft na de Eerste Wereldoorlog. |
| Koninkrijk Aragon                        | koning                             | 1035 - 1707                   | Tijdens de Spaanse Successieoorlog werd het koninkrijk opgeheven. |
| Koninkrijk Armenië                       | koning                             | 190 v.Chr. - 165 na Chr.      | Gesplitst tussen het Byzantijnse en het Perzische Rijk, koning van Perzische Rijk door bevolking afgezet. |
| Groothertogdom Baden                     | groothertog                        | 1806 - 1918                   | Monarchie afgeschaft na de Eerste Wereldoorlog. |
| Koninkrijk der Beide Siciliën            | koning                             | 1816 - 1861                   | Koninkrijk opgegaan in het nieuwe koninkrijk Italië. |
| Koninkrijk Beieren                       | koning                             | 1806 - 1918                   | Monarchie afgeschaft na de Eerste Wereldoorlog. |
| Keizerrijk Brazilië                      | keizer                             | 1822 - 1889                   | Na de afschaffing van de slavernij werd ook het keizerrijk afgeschaft. |
| Hertogdom Brunswijk (Braunschweig)       | hertog                             | 1235 - 1918                   | Monarchie afgeschaft na de Eerste Wereldoorlog. |
| Koninkrijk Bulgarije                     | koning (tsaar)                     | 1908 - 1946                   | Monarchie afgeschaft na een communistische staatsgreep. |
| Koninkrijk Burundi                       | koning                             | 1660 - 1890 1962 - 1966       | De eerste monarchie werd afgeschaft toen het land een Duitse kolonie werd, de tweede na een staatsgreep. |
| Byzantijnse Rijk                         | keizer                             | 330 - 1204 1261 - 1453        | De Ottomanen veroverden Constantinopel, en met de dood van Constantijn XI kwam het Byzantijnse Rijk tot een einde. |
| Centraal-Afrikaans Keizerrijk            | keizer                             | 1976 - 1979                   | Monarchie afgeschaft na een staatsgreep. |
| Keizerrijk China                         | keizer                             | 1644 - 1912 (officieel 1924)  | Keizer afgezet als gevolg van de Xinhairevolutie. |
| Duitse Keizerrijk                        | keizer                             | 1871 - 1918                   | Monarchie afgeschaft na de Eerste Wereldoorlog. |
| Koninkrijk Egypte                        | koning                             | 1922 - 1953                   | Staatsgreep door Gamal Abdel Nasser. |
| Keizerrijk Ethiopië                      | keizer (Negus)                     | 1270 - 1975                   | Monarchie afgeschaft na een staatsgreep door de Dergue. |
| Koninkrijk Finland                       | koning                             | oktober - december 1918       | Na het instorten van de Duitse monarchie werd ook de Finse monarchie verworpen. |
| Koninkrijk Georgië                       | koning                             | 1008 - 1490                   | Het land viel uiteen in drie delen (Kartli, Kacheti en Imereti), elk geregeerd door een tak van de Georgische koninklijke familie Bagrationi. |
| Koninkrijk Griekenland                   | koning                             | 1832 - 1924 1935 - 1974       | Monarchie afgeschaft na een staatsgreep en een referendum. |
| Koninkrijk Hannover                      | koning                             | 1814 - 1866                   | Land geannexeerd door Pruisen. |
| Koninkrijk Hawaï                         | koning                             | 1795 - 1893                   | Laatste koningin werd afgezet tijdens een Amerikaanse invasie. Hawaï werd eerst een republiek, vervolgens een Amerikaans territorium en ten slotte een staat binnen de Verenigde Staten. |
| Groothertogdom Hessen                    | groothertog                        | 1622 - 1918                   | Monarchie afgeschaft na de Eerste Wereldoorlog. |
| Landgraafschap Hessen-Homburg            | landgraaf                          | 1212 - 1866                   | Na het overlijden van landgraaf Ferdinand, die geen nazaten had, bij Hessen gevoegd. Nog in hetzelfde jaar door Pruisen geannexeerd. |
| Koninkrijk Holland                       | koning                             | 1806 – 1810                   | Annexatie door Frankrijk. |
| Koninkrijk Irak                          | koning                             | 1932 - 1958                   | Monarchie afgeschaft na een staatsgreep. |
| Keizerrijk Iran (Kadjar)                 | keizer (Sjah)                      | 1785 - 1925                   | Opgeheven na een staatsgreep en overgegaan naar Pahlavi. |
| Keizerrijk Iran (Pahlavi)                | keizer (Sjah)                      | 1925 - 1979                   | Afgeschaft in de Iraanse Revolutie, opgevolgd door de Islamitische Republiek Iran. |
| Koninkrijk Italië (1805-1814)            | koning                             | 1805 - 1814                   | Grotendeels opgegaan in Lombardije-Venetië. |
| Koninkrijk Italië (1861-1946)            | koning                             | 1861 - 1946                   | Na de Tweede Wereldoorlog opgesplitst in Italië, de Italiaanse Sociale Republiek, de Vrije Zone Triëst en Vaticaanstad. |
| Mutawakkilitisch Koninkrijk Jemen        | koning                             | 1918 - 1962                   | Opgeheven na een staatsgreep. |
| Koninkrijk Joegoslavië                   | koning                             | 1919 - 1943                   | Koninkrijk opgeheven na een communistische staatsgreep. |
| Keizerrijk Korea                         | keizer                             | 1897 - 1910                   | Annexatie door Japan. |
| Onafhankelijke Staat Kroatië             | koning                             | 1941 - 1945                   | Italiaanse vazalstaat, ontstaan uit delen van Joegoslavië en na de Tweede Wereldoorlog opgegaan in de nieuwe Joegoslavische republiek. |
| Koninkrijk Laos                          | koning                             | 1707 - 1975                   | Koninkrijk opgeheven na een communistische staatsgreep. |
| Koninkrijk Libië                         | koning                             | 1951 - 1969                   | Staatsgreep door Moammar al-Qadhafi. |
| Vorstendom Lichtenberg                   | hertog                             | 1815 - 1834                   | Exclave van het hertogdom Saksen-Coburg en Gotha. Hertog Ernst I verkocht het vorstendom in 1834 aan Pruisen. |
| Vorstendom Lippe                         | prins                              | 1789 - 1918                   | Monarchie afgeschaft na de Eerste Wereldoorlog. |
| Koninkrijk Litouwen                      | koning                             | 1251 - 1263                   | Na moord door neef van koning verviel titel, land ging van katholicisme terug naar heidendom. |
| Grootvorstendom Litouwen                 | grootvorst                         | 13e eeuw - 1569               | Verenigd tot Pools-Litouws Gemenebest. |
| Koninkrijk Litouwen                      | koning                             | 16 februari - 9 november 1918 | Na de Eerste Wereldoorlog werd de grondwet aangepast en werd Litouwen een republiek. |
| Lombardije-Venetië                       | koning                             | 1815 - 1866                   | De keizer van Oostenrijk was tevens koning van Lombardije-Venetië. Bij het Verdrag van Praag van 1866 viel Venetië toe aan het nieuwe land Italië. |
| Macedonië                                | koning                             | 8e eeuw v.Chr. - 146 v.Chr.   | Na de dood van Alexander de Grote werd het rijk in 4 delen verdeeld die elk apart verder gingen. |
| Mantsjoekwo                              | keizer                             | 1932 - 1945                   | Japanse vazalstaat in Mantsjoerije, die na de Tweede Wereldoorlog weer bij China werd gevoegd. |
| Sultanaat Mataram                        | sultan                             | 1584 - 1788                   | Rijk is opgesplitst in 3 delen, monarchen zijn nog wel aan de macht maar niet langer effectief. |
| Groothertogdom Mecklenburg-Schwerin      | groothertog                        | 1815 - 1918                   | Monarchie afgeschaft na de Eerste Wereldoorlog. |
| Groothertogdom Mecklenburg-Strelitz      | groothertog                        | 1815 - 1918                   | Monarchie afgeschaft na de Eerste Wereldoorlog. |
| Eerste Mexicaanse Keizerrijk             | keizer                             | 21 juli 1822 - 19 maart 1823  | Uit onvrede met de keizer werd eind 1822 al de republiek uitgeroepen. Enkele maanden later vluchtte de keizer naar het buitenland. In 1824 kreeg de nieuwe republiek een grondwet. |
| Tweede Mexicaanse Keizerrijk             | keizer                             | 1863 - 1867                   | Franse vazalstaat die voortdurend van binnenuit bedreigd werd. Nadat de Franse troepen zich onder dreiging van de Verenigde Staten teruggetrokken hadden, konden de keizerlijke troepen geen stand meer houden en viel ook dit keizerrijk. |
| Mogolrijk                                | keizer                             | 1526 - 1858                   | Annexatie door Groot-Brittannië. |
| Koninkrijk Montenegro                    | koning                             | 1910 - 1918                   | Opgegaan in het Koninkrijk Joegoslavië. |
| Koninkrijk Napels                        | koning                             | 1282 - 1816                   | Aangesloten bij Piëmont-Sardinië. |
| Hertogdom Nassau                         | hertog                             | 1806 - 1866                   | Staat geannexeerd door Pruisen. |
| Koninkrijk Nepal                         | koning                             | 1768 - 2008                   | Monarchie werd afgeschaft na stemming in parlement. |
| Groothertogdom Oldenburg                 | groothertog                        | 1815 - 1918                   | Monarchie afgeschaft na de Eerste Wereldoorlog. |
| Keizerrijk Oostenrijk                    | keizer                             | 1804 - 1867                   | Hongarije wilde een zelfstandig land blijven, daarom werd de dubbelmonarchie ingesteld. |
| Oostenrijk-Hongarije                     | keizer                             | 1867 - 1918                   | Ontbinding dubbelmonarchie. Het Koninkrijk Hongarije bleef nog bestaan als overblijfsel zonder koning totdat de Sovjet-Unie de macht greep. Oostenrijk en alle andere voormalig Oostenrijk-Hongaarse landen werden republieken. (Behalve het Koninkrijk Joegoslavië, die ontstond door de vereniging van het Koninkrijk Servië en het Koninkrijk Montenegro, inclusief Bosnië, Kroatië en Slovenië, de laatste drie waren voormalig gedeelte van het rijk.) |
| Vorstendom Oranje                        | prins                              | 1171 - 1711                   | Ingelijfd bij Frankrijk. |
| Ottomaanse Rijk                          | sultan                             | 1299 - 1922                   | Sultan werd afgezet en onder Mustafa Kemal Atatürk werd een republiek gevormd. |
| Pools-Litouwse Gemenebest                | Polen: koning Litouwen: grootvorst | 1569 - 1795                   | In drie fasen opgedeeld en geannexeerd door Pruisen, Rusland en Oostenrijk-Hongarije. |
| Koninkrijk Portugal                      | koning                             | 1139 - 1910                   | Anti-monarchistische opstand, familie tot 1950 verbannen uit Portugal. |
| Koninkrijk Pruisen                       | koning                             | 1688 - 1918                   | Vanaf 1871 was de koning van Pruisen tevens keizer van het Duitse Keizerrijk. Na de Eerste Wereldoorlog werd de monarchie afgeschaft en ontstond de Weimarrepubliek. |
| Vorstendom Reuss jongere linie           | prins                              | 1848 - 1918                   | Monarchie afgeschaft na de Eerste Wereldoorlog. |
| Vorstendom Reuss oudere linie            | prins                              | 1778 - 1918                   | Monarchie afgeschaft na de Eerste Wereldoorlog. |
| Koninkrijk Roemenië                      | koning                             | 1881 - 1947                   | Koninkrijk opgeheven na een communistische staatsgreep. |
| Tsaardom Rusland                         | tsaar                              | 1547 - 1721                   | Omgevormd tot Keizerrijk Rusland n.a.v. moderniseringen door Peter de Grote. |
| Keizerrijk Rusland                       | keizer (in praktijk tsaar)         | 1721 - 1917                   | Na de Februari-revolutie van 1917 riep de Voorlopige Regering het land uit tot republiek. |
| Koninkrijk Rwanda                        | koning                             | elfde eeuw - 1962             | Monarchie afgeschaft na volksopstand en referendum. |
| Koninkrijk Saksen                        | koning                             | 1815 - 1918                   | Monarchie afgeschaft na de Eerste Wereldoorlog. |
| Hertogdom Saksen-Altenburg               | hertog                             | 1826 - 1918                   | Monarchie afgeschaft na de Eerste Wereldoorlog. |
| Hertogdom Saksen-Coburg en Gotha         | hertog                             | 1826 - 1918                   | Monarchie afgeschaft na de Eerste Wereldoorlog. |
| Hertogdom Saksen-Lauenburg               | hertog                             | 1296 - 1876                   | Hertogdom sinds 1865 in personele unie met Pruisen, in 1876 opgegaan in Pruisen. |
| Hertogdom Saksen-Meiningen               | hertog                             | 1680 - 1918                   | Monarchie afgeschaft na de Eerste Wereldoorlog. |
| (Groot)hertogdom Saksen-Weimar-Eisenach  | (groot)hertog                      | 1741 - 1918                   | Tot 1903 hertogdom, daarna groothertogdom. Monarchie afgeschaft na de Eerste Wereldoorlog. |
| Koninkrijk Sardinië                      | koning                             | 1720 - 1861                   | Opgegaan in het Koninkrijk Italië. |
| Vorstendom Schaumburg-Lippe              | prins                              | 1643 - 1918                   | Monarchie afgeschaft na de Eerste Wereldoorlog. |
| Vorstendom Schwarzburg-Rudolstadt        | prins                              | 1599 - 1918                   | Monarchie afgeschaft na de Eerste Wereldoorlog. |
| Vorstendom Schwarzburg-Sondershausen     | prins                              | 1599 - 1918                   | Monarchie afgeschaft na de Eerste Wereldoorlog. |
| Koninkrijk Servië                        | koning                             | 1882 - 1919                   | Opgegaan in het Koninkrijk Joegoslavië. |
| Koninkrijk Sikkim                        | koning (Chögyal)                   | 1642 - 1975                   | Koninkrijk opgeheven na een referendum en opgegaan in India. |
| Arabische Koninkrijk Syrië               | koning                             | 8 maart - 24 juli 1920        | Monarchie afgeschaft. |
| Beyaat van Tunis                         | bei/dei                            | 1705 - 1956                   | Oorspronkelijk als autonome provincie binnen het Ottomaanse Rijk. Laatste koning werd afgezet door nieuwe regering. |
| Keizerrijk Vietnam                       | keizer                             | 1802 - 1945                   | Monarchie afgeschaft na een staatsgreep. |
| Vorstendom Waldeck en Graafschap Pyrmont | prins                              | 1349 - 1918                   | Monarchie afgeschaft na de Eerste Wereldoorlog. |
| Sultanaat Warsangali                     | sultan                             | 1218 - 1866                   | Sultanaat opgeheven na annexatie door het Verenigd Koninkrijk en omvorming tot Brits-Somaliland. |
| Koninkrijk Westfalen                     | koning                             | 1807 - 1813                   | Franse vazalstaat, opgericht na de Vrede van Tilsit en opgeheven na de val van Napoleon. |
| Koninkrijk Württemberg                   | koning                             | 1806 - 1918                   | Monarchie afgeschaft na de Eerste Wereldoorlog. |
| Sultanaat Zanzibar                       | sultan                             | 1856 - 1964                   | Opgegaan in Tanzania. |